# Gamla bankhuset
Gamla bankhuset (régi banképület) a svédországi Umeå egyik kétszintes  sárga színű műemlék épülete, amely 1877-ben épült neoreneszánsz stílusban. A Tegsbron híd északi hídfőjénél található, a Storgatan 34. szám alatt. A lekerekített sarkai miatt a Vajasdoboz (svédül: Smörasken) becenevet kapta.

## Az épület
Az épület kőből épült, jellegzetes neoreneszánsz stílusban 1877-ben. A terveket Axel Cederberg, a város műszaki tanácsosa készítette. A sárgára festett épület két szintes. Eredetileg a bank nagyterme és irodái voltak a földszinten, és a bankigazgató használta az emeletet. A felső szintet egy nagy lakosztály foglalta el hat szobával.

## Története
Az épület a Westerbottens enskilda bank első székháza volt. Az 1888-as umeåi nagy tűzvész után lehetőség nyílt egy új banképület nyitására a városközponthoz közelebb egy reprezentatívabb helyszínen. 1894-ben a bank a Rådhusparken (Városház-park) keleti részére költözött egy új székházba, melyet jelenleg a Handelsbanken használ. A régi banképületet ezután apartmanházként használták tovább. Az évek során különböző funkciókat töltött be, 1936 és 1946 között a Västerbottens Múzeum ideiglenes raktára volt, 1935-től 1954-ig az Umeå Városi Könyvtáré.
1980-tól regisztrált műemlék (svédül: byggnadsminne). 1992-ben új tulajdonosa, az Umeå Energi felújította.

## Fordítás
- Ez a szócikk részben vagy egészben  a   Gamla bankhuset című angol Wikipédia-szócikk ezen változatának fordításán alapul.  Az eredeti cikk szerkesztőit annak laptörténete sorolja fel. Ez a jelzés csupán a megfogalmazás eredetét és a szerzői jogokat jelzi, nem szolgál a cikkben szereplő információk forrásmegjelöléseként.